# Otis Wingo

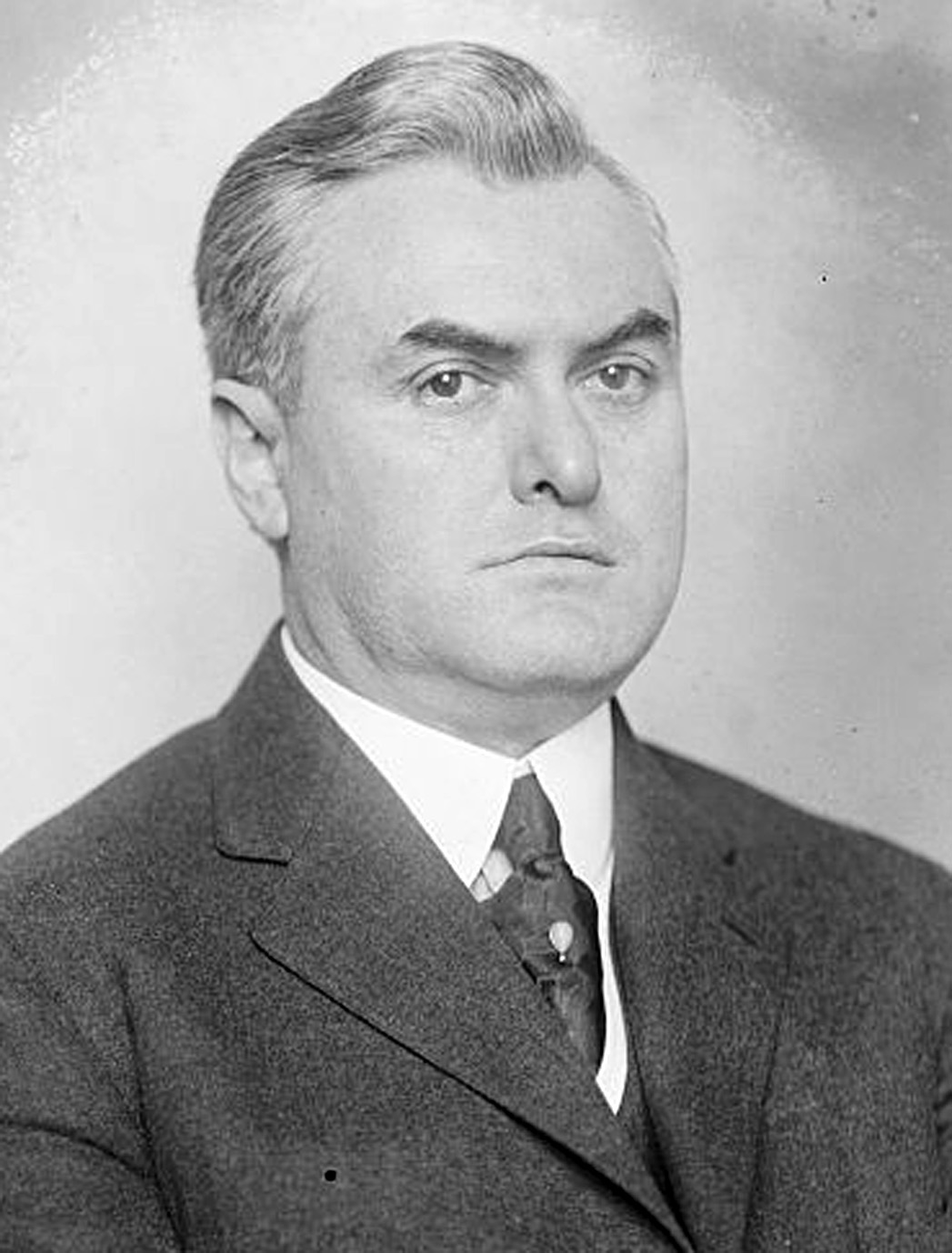
Otis Wingo (1920)

Otis Theodore Wingo (* 18. Juni 1877 im Weakley County, Tennessee; † 21. Oktober 1930 in Baltimore, Maryland) war ein US-amerikanischer Politiker. Zwischen 1913 und 1930 vertrat er den vierten Wahlbezirk des Bundesstaates Arkansas im US-Repräsentantenhaus.

## Werdegang
Nach der Grundschule besuchte Otis Wingo das Bethel College in McKenzie (Tennessee) und das McFerrin College in Martin, ebenfalls in Tennessee. Danach studierte er an der Valparaiso University in Indiana. In der Folge arbeitete er als Lehrer und studierte Jura. Nach seiner im Jahr 1900 erfolgten Zulassung als Rechtsanwalt begann er in dem Ort De Queen im Sevier County in Arkansas in seinem neuen Beruf zu arbeiten.
Politisch war Wingo Mitglied der Demokratischen Partei. Zwischen 1907 und 1909 gehörte er dem Senat von Arkansas an. Bei den Kongresswahlen des Jahres 1912 wurde er im vierten Distrikt von Arkansas in das US-Repräsentantenhaus in Washington, D.C. gewählt, wo er am 4. März 1913 William B. Cravens ablöste. Nach insgesamt acht Wiederwahlen verblieb er bis zu seinem Tod am 21. Oktober 1930 im Kongress. In diese Zeit fielen unter anderem der Erste Weltkrieg, die Einführung des Frauenwahlrechts auf Bundesebene und das Prohibitionsgesetz. Otis Wingo wurde in Washington auf dem Rock-Creek-Friedhof beigesetzt. Sein Mandat ging nach einer Nachwahl an seine Witwe Effiegene, die es zwischen dem 4. November 1930 und dem 3. März 1933 ausübte.